# Holotrichia calliglypta
Holotrichia calliglypta är en skalbaggsart som beskrevs av Bates 1891. Holotrichia calliglypta ingår i släktet Holotrichia och familjen Melolonthidae. Inga underarter finns listade i Catalogue of Life.